# امرودکان
روستای امرودکان، روستایی است کوهستانی در دهستان برون از توابع بخش اسلامیه شهرستان فردوس.
براساس لغت نامه دهخدا، امرودکان دهی است از بخش حومه شهرستان فردوس و ۲۹۷ تن سکنه دارد. آب آن از قنات و چشمه و محصولات آنجا غلات، پنبه و ابریشم است.

## موقعیت
امرودکان، در مناطق کوهپایه‌ای بخش مرکزی شهرستان فردوس و در فاصله ۳۰ کیلومتری شمال شرقی شهر فردوس قرار دارد. اهالی آن شیعه بوده و با گویش تونی صحبت می‌کنند.

## جمعیت
این روستا، بر اساس سرشماری سال ۱۳۹۵، ۸۶ نفر جمعیت داشته که نسبت به سرشماری ۱۰ سال قبل (۱۲۹ نفر در سال ۱۳۸۵)، سالانه حدود ۴ درصد کاهش داشته‌است.